# Jecklin-Scheibe

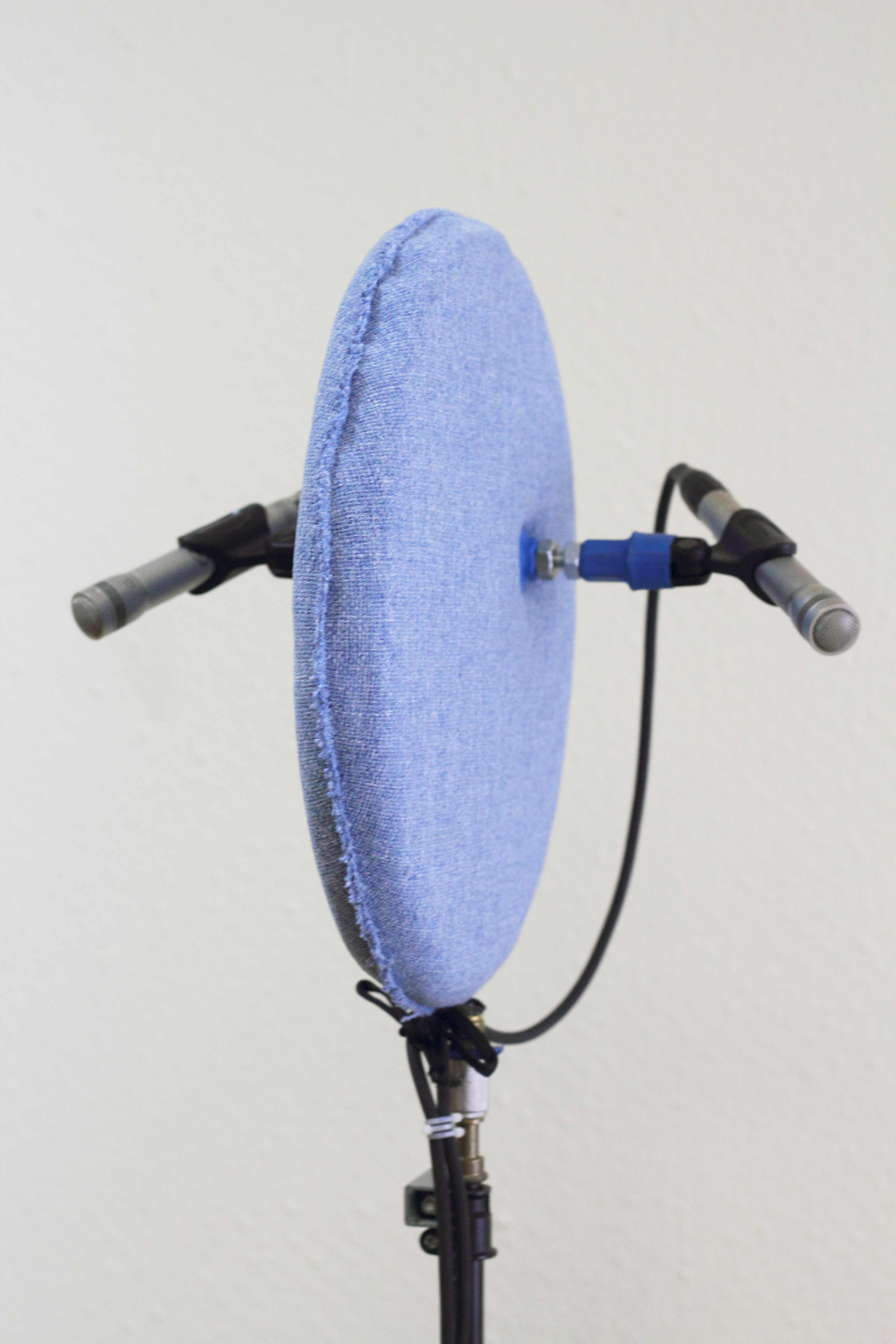
Jecklin-Scheibe mit den beiden links und rechts angeordneten Mikrofonen

Die Jecklin-Scheibe ist eine Vorrichtung, um Stereo-Aufnahmen zu machen. Sie gehört zu den Trennkörper-Mikrofonsystemen und nutzt zwei oder vier Mikrofone. Das Verfahren zeichnet sich dadurch aus, dass mit vergleichsweise geringem technischen Aufwand – bei guten akustischen Voraussetzungen – natürlich klingende Aufzeichnungen gemacht werden können. Das Verfahren geht auf den Schweizer Rundfunk-Tonmeister Jürg Jecklin zurück, der seine Erfindung mit dem Namen „OSS-Scheibe“ (Optimum Stereo Signal) bezeichnet hat.

## Aufbau
Ein OSS- oder Jecklin-Aufbau besteht aus einer mit schallabsorbierendem Material beschichteten, im Durchmesser 30 cm messenden Scheibe. Diese Scheibe wird als Trennwand, also als Trennkörper, zwischen zwei Mikrofonen mit Kugelcharakteristik angeordnet. Die Mikrofonbasis zwischen beiden Mikrofonkapseln beträgt dabei 16,5 cm – ein als mittlerer Ohrabstand eines Erwachsenen angenommener Wert (2 × 8,25 cm = 16,5 cm), was einer Laufzeitdifferenz Δ t von maximal 0,48 ms entspricht. Die Quasi-„Ohrsignale“ beider Mikrofone werden auf einer jeweils eigenen Tonspur aufgezeichnet; siehe hierzu auch binaurale Tonaufnahme.
Ein Exemplar der Jecklin-Scheibe von 1985 befindet sich in der Enter Technikwelt Solothurn.

## Funktionsprinzip
Ein Aufbau mit Jecklin-Scheibe erzeugt ein Stereo-Signal, in dem die Richtungsinformationen sowohl durch Laufzeitunterschiede als auch durch frequenzabhängige Schalldruckpegeldifferenzen repräsentiert werden. Das Arrangement der zwei mit 16,5 cm Abstand positionierten Mikrofone erzeugt dabei die kopfähnlichen Laufzeitunterschiede, die in der Natur durch die Kopfabschattung entstehen. Die Jecklin-Scheibe selbst bewirkt durch Abschattung seitlich eintreffender Schallwellen deutlich frequenzabhängige Pegeldifferenzen Δ L, die zu den hohen Frequenzen hin zunehmen und zu den tiefen Frequenzen stark abnehmen, also unter 500 Hz rein mono sind. Diese besonderen Signalunterschiede werden Spektraldifferenzen genannt.

## Charakteristische Eigenschaften einer Aufzeichnung mit Jecklin-Scheibe
Beim Einsatz einer Jecklin-Scheibe und von Mikrofonen mit Kugelcharakteristik sind bei seitlichem Schalleinfall Klangverfärbungen durch Kammfiltereffekte zu erwarten, die im Allgemeinen aber wenig auffällig sind.
Bedingt durch die Tendenz niederfrequenten Schalls – stärker als hochfrequenter Schall –, um im Ausbreitungsweg befindliche Objekte herum gebeugt zu werden, sind die Pegeldifferenzen zwischen linkem und rechtem Signal für unterschiedliche Frequenzen verschieden. Bei seitlich einfallendem Schall mit sinkender Frequenz fällt bei Einsatz einer Jecklin-Scheibe mit 30 cm Durchmesser die Pegeldifferenz links/rechts unterhalb einer Grenzfrequenz von 500 Hz ab, so dass im praktischen Betrieb die Links-Rechts-Signale im Bass-Bereich im Pegel gleich sind. Unter 500 Hz sind die Signale als mono zu betrachten.

## Modifikation der Scheibe
Ein vergrößerter Scheibendurchmesser von nun 35 cm, statt 30 cm, und die mehr als verdoppelte Mikrofonbasis, also der Abstand der Kugelmikrofone voneinander, von jetzt 36 cm statt bisher 16,5 cm, der vermutlich den Ohrabstand nachbilden sollte, sollen die Tonaufnahme verbessern.
Bei dieser Anordnung kommen die klanglichen Vorteile der Kugelmikrofone besser zur Geltung. Die richtigen, winkelabhängigen Laufzeitunterschiede des Schalls ergeben sich durch den Abstand der beiden Mikrofone, die Pegelunterschiede und Spektralunterschiede durch die akustische Trennung der Scheibe. Die beiden Mikrofone müssen einen linearen Diffusfeld-Frequenzgang haben.
Zu den Vorteilen des von dem Erfinder Jecklin OSS (Optimales Stereo-System) genannten Systems zählen eine gute Tiefbasswiedergabe, zu den Nachteilen eine spitz und aggressiv wirkende Aufnahme bei seitlichem Schall.